# Cereté
Cereté – miasto kolumbijskie w departamencie Córdoba. Według spisu ludności z 30 czerwca 2018 roku miasto liczyło 105 815 mieszkańców. 

## Urodzeni w Cereté
- Alfredo Morelos, piłkarz[2]